# Jane Wymark
Jane Wymark (Londen, 31 oktober 1952) is een Engelse actrice. Zij is de dochter van de inmiddels overleden acteur Patrick Wymark.
Wymark is bekend door haar rol als Morwenna Chynoweth Whitworth (Morwenna Carne aan het einde van de serie) in de BBC TV-productie Poldark 2, en vooral als Joyce Barnaby – de echtgenote van politieman Tom Barnaby (gespeeld door John Nettles) - in de politieserie Midsomer Murders, een rol die zij al vanaf 1997 speelt. Zij trad ook op in afleveringen van A Touch of Frost, Dangerfield, Lovejoy en Pie in the Sky.